# Gare de Teillé
Gare de Teillé vasútállomás Franciaországban, Teillé településen.

## Vasútvonalak
Az állomást az alábbi vasútvonalak érintik:
- Le Mans–Mézidon-vasútvonal

## Kapcsolódó állomások
A vasútállomáshoz az alábbi állomások vannak a legközelebb:
- Gare de Montbizot
- Gare de Vivoin - Beaumont